# 阎森
阎森（1975年8月16日—），中國前男子乒乓球運動員。

## 簡歷
阎森6歲開始打球，1988年加入省市隊，1994年進國家隊，專攻雙打賽事，與王励勤搭档成為中國乒乓球隊取得多次世界大赛的双打冠军。他的打法剛柔並重，技戰術運用合理，反手技術出眾，攻防得宜。
2000年悉尼奧運會上，阎森夥拍王励勤，在男子雙打決賽上爆冷以3:1的比分擊敗衛冕冠軍刘国梁/孔令辉組合，獲得該屆賽事的冠軍。
四年之後，阎森在雅典奧運會前夕遭遇車禍，右手粉碎性骨折。雖然阎森最终趕上隊內選拔賽，但在最後一場比賽中，他與王励勤的組合負于马琳/陈玘組合，無緣奧運會。
2006年，阎森退役，成為國家乒乓球女隊教練。

## 主要戰績
- 1996年法國公開賽男雙冠軍，國際乒聯總決賽男雙冠軍；

- 1997年南斯拉夫、日本、馬來西亞、澳大利亞公開賽男雙冠軍，中國、瑞典、巴西公開賽男雙亞軍，第44屆世乒賽男單第三名；

- 1998年亞運會男團冠軍，亞錦賽男團冠軍，中國、澳大利亞、馬來西亞公開賽男雙亞軍，卡塔爾公開賽男雙冠軍，總決賽男雙冠軍；

- 1999年第45屆世乒賽男雙亞軍(與王勵勤)，混雙第五，中國公開賽男雙冠軍；

- 2000年第27屆悉尼奧運會男雙冠軍(與王勵勤)，世界男子俱樂部團體冠軍，巴西、美國公開賽男雙亞軍，中國公開賽男雙冠軍，總決賽男雙冠軍；

- 2001年國際乒聯職業巡迴賽總決賽男雙冠軍(與王勵勤)，第46屆世乒賽男雙冠軍(與王勵勤)，瑞典、中國公開賽男雙冠軍；

- 2002年卡塔爾公開賽男雙冠軍，亞運會男團冠軍，男雙第三，荷蘭、中國公開賽男雙亞軍，杜哈公開賽男雙冠軍；

- 2003年第47屆世乒賽男雙冠軍；

- 2004年日本公開賽男雙冠軍；

- 2005年第48屆世乒賽混雙第三名(與郭焱)，男雙第三名(與王勵勤)。

## 资料参考
1. ↑  安国政主编. . 北京: 世界知识出版社. 1999.01: 1222. ISBN 7-5012-1019-5.
2. ↑  .   [2012-11-01]. （原始内容存档于2011-05-10）.
3. ↑  【奥运故事会】2004雅典奥运会 国乒男双生死战[永久]